# Eurytoma grata
Eurytoma grata är en stekelart som beskrevs av Zerova 1995. Eurytoma grata ingår i släktet Eurytoma och familjen kragglanssteklar.
Artens utbredningsområde är:
- Turkmenistan.
- Tadzjikistan.

Inga underarter finns listade i Catalogue of Life.